# Williams Township (comté de Benton, Missouri)
Williams Township est un township du comté de Benton dans le Missouri, aux États-Unis,. Fondé en février 1835, il est baptisé en référence à Ezekiel Williams, un pionnier.

## Source de la traduction
- (en) Cet article est partiellement ou en totalité issu de l’article de Wikipédia en anglais intitulé « Williams Township, Benton County, Missouri » (voir la liste des auteurs).